# Arctic (película)
Arctic es una película islandesa de supervivencia de 2018 dirigida por Joe Penna, y escrita por Penna y Ryan Morrison. La película es protagonizada por Mads Mikkelsen como un hombre perdido en el Ártico que lucha por ser rescatado. 
La película se estrenó en el Festival de Cannes 2018 y se estrenó en cines el 1 de febrero de 2019.

## Sinopsis
Overgard es un hombre varado a consecuencia de un accidente de aviación en algún lugar del Círculo Ártico y que espera pacientemente su rescate. Overgad se las arregla para alimentarse de truchas y arenques que saca de orificios en el hielo, el avión le sirve de refugio. Diariamente realiza la rutina de emitir una señal de socorro mediante un aparato de electricidad inducida manualmente.
Cuando un helicóptero que acude a la señal, lo encuentra, este se desestabiliza al intentar tomar tierra y se estrella, el piloto muere y una joven mujer pasajera resulta gravemente herida. Posteriormente gracias a un mapa que transportaba el piloto debe decidir si permanecer en la seguridad relativa de su campamento de supervivencia o aventurarse en un viaje potencialmente mortal con la esperanza de  la salvación para ambos.

## Reparto
- Mads Mikkelsen como Overgård.
- María Thelma Smáradóttir como la mujer joven (superviviente)
- Tintrinai Thrikhasuk como el piloto del helicóptero.

## Producción
La película se rodó durante diecinueve días en Islandia. Mikkelsen se refirió a la película como el rodaje más difícil de su carrera.

## Estreno
El 12 de abril de 2018, la película fue seleccionada para competir por la Caméra d'or en el Festival de Cannes 2018. Bleecker Street adquirió los derechos estadounidenses e internacionales seleccionados fuera del Festival de Cannes.